# Pantxi Sirieix
Gilles François "Pantxi" Sirieix (Burdeos, 7 de octubre de 1980) fue un futbolista profesional francés que jugó, principalmente, en el TFC de Toulouse de la Ligue 1 francesa. 
Nacido en Burdeos, es de origen vasco y ha sido convocado en dos ocasiones para jugar partidos amistosos con la Selección de fútbol del País Vasco, la primera en diciembre de 2006, contra Serbia, con victoria final por 4 a 0 para el combinado vasco y la segunda en diciembre de 2010, contra Venezuela, partido también ganado por los vascos por 3 a 1.

## Clubes
| Club        | País    | Año       |
| ----------- | ------- | --------- |
| AJ Auxerre  | Francia | 1999-2004 |
| Toulouse FC | Francia | 2004-2017 |

## Palmarés
- Campeón de la Coupe de France (2003, AJ Auxerre)
- Finalista del Trophée des Champions (2003, AJ Auxerre)